# 쿨라크

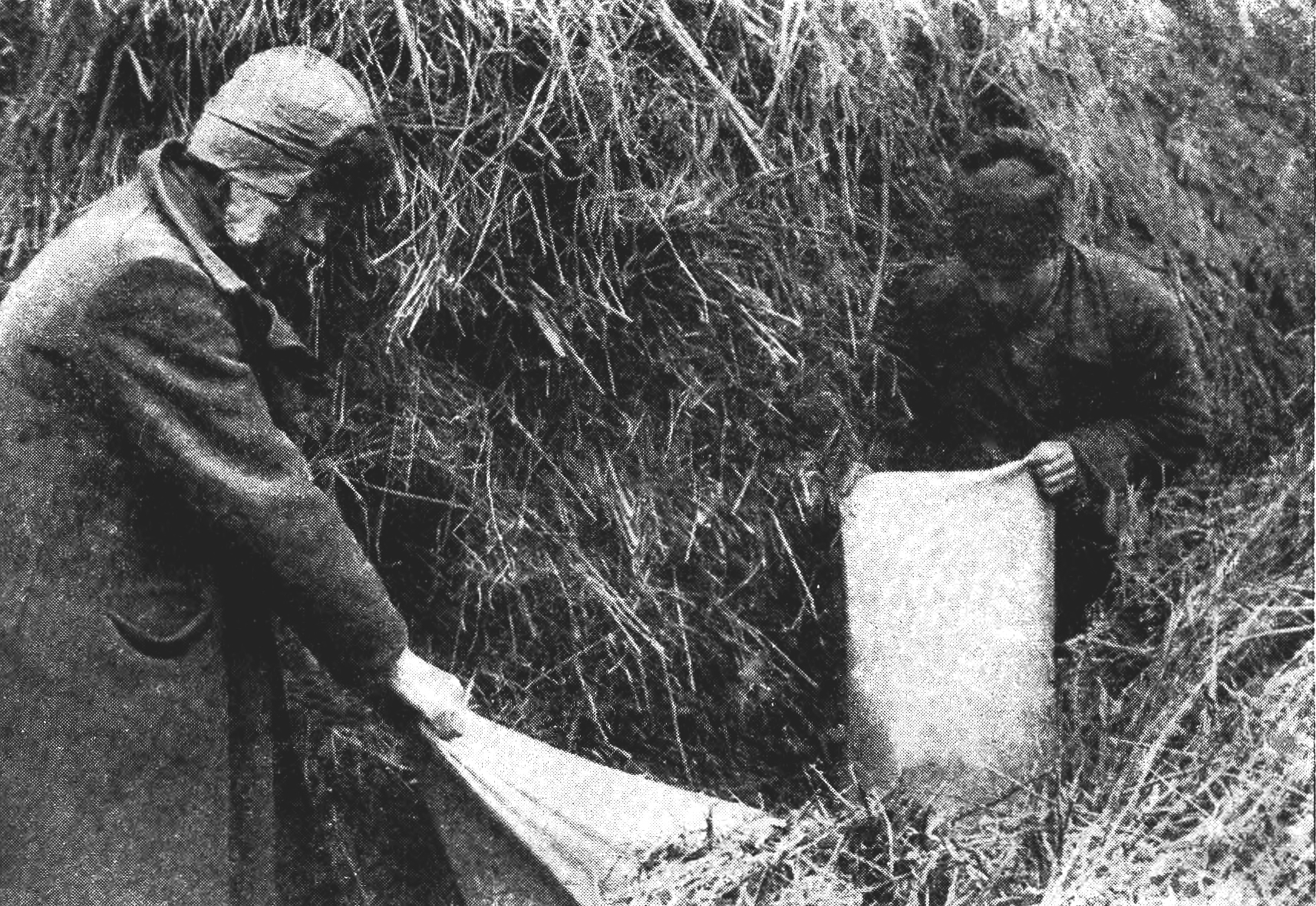
1933년 농업집단화로 소련 쿠반 티마숍스키라이온(Тимашёвский райо́н)의 부농(쿨라크)에게서 곡식을 징발하는 모습.

쿨라크(러시아어: кула́к, 복수형 쿨라키 러시아어: кула́ки́), 또는 쿠르쿨(우크라이나어: куркуль), 골초마그(아제르바이잔어: qolçomaq)란 러시아 제국 말기 땅을 8 에이커 이상 소유한 농민을 의미하는 단어였다. 소련 초기에는 러시아 지역과 아제르바이잔 소비에트 사회주의 공화국을 중심으로 10월 혁명 참여를 주저하는 농민층의 토지 소유권을 애매모호하게 지칭하는 단어로 쓰였다.
쿨라크는 러시아 제국 후기 1906년부터 1914년까지의 스톨리핀 개혁에 의해 탄생한 부농 계층이다. 이 개혁은 농민들 사이 "극단주의화"를 감소시키고 정치적으로 우경화된 농민층을 만들어내기 위해 진행되었다. 쿨라크 계급이 절정에 이르렀을 때 이들은 러시아 전국에서 약 12.3%밖에 안되는 인구였지만 전체 곡물의 50%를 생산해냈다. 러시아 혁명 시기 쿨라크라는 용어는 볼셰비키로부터 곡물을 숨기는 농민들을 비난하는 데 사용되었다. 20세기 초 쿨라크는 마르크스-레닌주의 정치 철학에 따라 빈농 계급의 적으로 몰렸다. 블라디미르 레닌은 쿨라크를 "흡혈귀, 밤피르, 인민의 약탈자이자 모리배, 기근 중 자신만 배불리는 자"라고 표현하였으며 농노, 빈농, 소농, 농촌노동자와 프롤레타리아 해방을 위해 그들에 대한 혁명을 선언했다.
로버트 콘퀘스트에 따르면 이오시프 스탈린의 제1차 5개년 계획 당시에는 "소 한 쌍을 가지고 있거나 소지하고 있는 토지 규모가 이웃에 비해 5에서 6 에이커 더 큰 농민들"이 쿨라크로 분류되었다. 1929년에 들어서 소련은 다른 노동자를 고용하는지 등에 따라 쿨라크라는 계급을 공식적으로 정의하였다. 소련은 라스쿨라치바니예를 통해 쿨라크의 땅을 몰수하고 저항자는 처형하고 수용소로 보냈다. 이로 인해 재산을 잃어버린 많은 자들이 도시로 이주하게 되었다.

## 정의

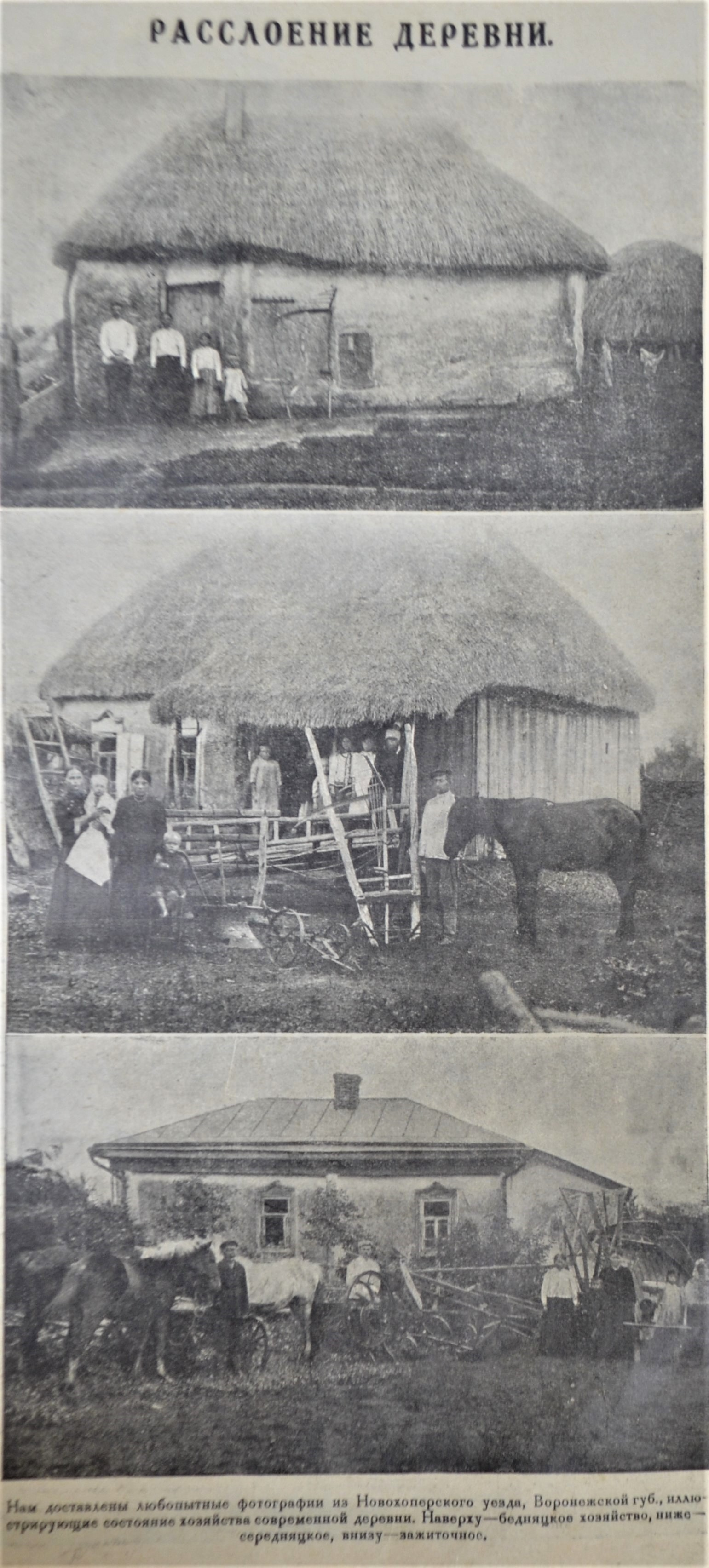
니콜라이 부하린이 발행한 소비에트 잡지 "프로젝토르(прожектор)" 1926년 3월 31일판에 실린 농민 세 계층의 사진. 사진 밑에는 "보로네시현 노보호페르스키군에서 현대 농촌 마을의 상황을 보여주는 흥미로운 사진을 받았다."라고 쓰여있다.

소비에트 러시아에서는 농민층을 다음과 같은 세 계층으로 분류하였다.
1. 소농을 뜻하는 베드냐크(Бедняк)
2. 중농을 뜻하는 세레드냐크(Середняк)
3. 부농을 뜻하는 쿨라크

또한 고공을 뜻하는 바트라크(Батрак)라는 표현도 사용하였다.
스톨리핀 개혁은 농민들이 대지주들로부터 신용 대출을 통해 토지를 구입하는 것을 허락하여 새로운 지주 계층을 만들어냈다. 토지를 구입한 농민들은 농업 소득을 통해 대출금을 상환하였다. 1903년에는 농민 중 11%가 남성 가족 구성원당(이 시기 러시아 농가는 자식이 대체로 6명에서 10명이었다.) 토지 8에이커 이상을 소유했으며 1912년에 들어서는 농민 중 16%까지 늘어났다. 8에이커란 기준은 중농과 부농을 구분하기 위해 사용되었다. 이러한 농민은 시골 지방 인구의 20%를 차지하였지만, 전체 곡물의 50%를 생산해냈다.

### 1917년~1918년
1917년 러시아 혁명 이후 볼셰비키는 바트라크와 베드냐크만을 진정한 동지로 여겼다. 세레드냐크는 신뢰할 수 없다고 간주되었다. 로버트 W. 데이비스에 따르면 쿨라크는 "노동자를 고용하거나 다른 방법으로 이웃을 착취하는 농민들"이라는 표현과 함께 인민의 적으로 취급하였다. 로버트 콘퀘스트는 쿨라크의 정의가 이후 가축을 소유하고 있는 농민까지 의미하는 것으로 확장되었다고 주장한다.
쿨라크가 유달리 유복한 농민을 나타내는 단어가 아니었다는 다른 기준들도 존재한다. 누구를 쿨라크로 간주할 것인지에 대해 러시아 농민과 볼셰비키 모두 확실한 기준이 없었다. 가끔씩은 주관적인 기준 속 "평균"보다 더 부유한 누구나가 쿨라크라고 불렸으며, 어쩔 때에는 개인적인 인간관계로 인해 남을 인민의 적으로 몰기 위해 쓰이기도 하였다. 관리들은 쿨라크라는 용어를 임의로 사용하였으며 이는 권력 남용으로 이어졌다. 콘퀘스트는 "1917년에서 1918년 사이 지주의 토지는 자연스럽게 농민들이 차지해갔다. 볼셰비키는 토지를 50에서 80 에이커 이상 가지고 있는 소수 부농층에게서 토지를 몰수했다. 그 후 마르크스주의 이론인 계급투쟁이 농촌 마을에 사실상 허상인 계급 분류를 발생시켰고, 소 두쌍과 이웃보다 토지 5에서 6 에이커 이상씩 가지고 있는 농민이 '쿨라크'로 분류되어 이들에 대한 계급투쟁이 선언되었다"라고 주장한다.
1918년 여름 모스크바에서는 농촌으로 무장 병력을 파병하여 곡식을 수거하라 명령하였다. 이를 거부한 농민은 쿨라크라 불렸다. 역사학자 리샤르트 피페스(Ryszard Pipes)는 "공산주의 세력은 제1차 5개년 계획을 위해 도시와 붉은 군대에게 필요한 식량을 강탈하고, 볼셰비키 혁명에 거의 영향을 받지 않은 농촌지역에 자신의 권력을 보여주기 위해 농촌 주민에 대한 전쟁을 선포했다"라고 주장한다. 쿨라크들은 이에 대해 반란을 일으켰고, 1918년 8월 블라디미르 레닌은 "블라디미르 레닌의 교수형 명령"이라고 알려진 지시를 내린다.

## 1930년대
1930년대 초반 라스쿨라치바니예(раскулачивание) 정책 실시 이후 쿨라크로부터 몰수한 재산은 평균적으로 가구당 170~400 루블이다. 소련의 농업 집산화 당시 쿨라크로 분류된 자들은 강제이주와 사적제재의 대상이 되었다.

1929년 3월 인민위원평의회는 "쿨라크 가정"에 대한 개념을 공식화한 조례를 발표하였다. 다음 중 어느 기준이라도 충족시키는 가정은 쿨라크로 간주되었다.
- 노동자를 고용하는 자.
- 방아, 마슬로보이냐(маслобойня, 버터를 만드는 기구), 다른 가공 기기나 모터가 달린 복잡한 기계를 가지고 있는 자.
- 농업 기기나 시설을 체계적으로 세를 놓는 자.
- 거래, 대금, 상업적 중매업 등에 종사하거나 불로소득이 있는 자.

1930년에 들어서 이 목록은 제재소 등 공업 시설을 세 놓는 자, 토지를 세 놓는 자 등을 포함하기 위해 더 확장되었다. 같은 시기 소련의 각 공화국, 오블라스티, 크라이의 이스폴콤에게 각 지역 상황에 맞추어 다른 자들도 쿨라크로 분류할 수 있도록 목록을 확장하는 것을 허락했다.

## 같이 보기
- 요먼